# 海老原義彦
海老原 義彦（えびはら よしひこ、1928年〈昭和3年〉10月7日 - ）は、日本の官僚、政治家。元総理府次長。元参議院議員。日本会議代表委員。
茨城県出身。兄の元彦（東大法学部卒）は弁護士。

## 略歴
- 1952年（昭和27年）3月 東京大学農学部農芸化学科卒業
- 1955年（昭和30年）4月 人事院採用
- 総理府人事局総務第二担当参事官補佐
- 1971年（昭和46年）7月12日 総理府恩給局第四課長
- 1972年（昭和47年）5月15日 総理府恩給局恩給問題審議室長
- 1975年（昭和50年）2月15日 内閣総理大臣官房参事官
- 1975年（昭和50年）4月3日 内閣総理大臣官房交通安全対策室調査官兼北方対策本部参事官
- 1976年（昭和51年）1月23日 総理府人事局参事官
- 1976年（昭和51年）2月1日 免兼北方対策本部参事官
- 1976年（昭和51年）3月10日 兼内閣官房内閣審議室内閣審議官
- 1979年（昭和54年）6月19日 総理府賞勲局総務課長
- 1981年（昭和56年）7月1日 内閣総理大臣官房管理室長
- 1982年（昭和57年）8月27日 総理府賞勲局審議官
- 1983年（昭和58年）5月2日 公害等調整委員会事務局長
- 1984年（昭和59年）7月1日 総理府賞勲局長
- 1987年（昭和62年）6月1日 総理府次長
- 1989年（平成元年）3月1日 退官
- 1989年（平成元年）4月1日 公害等調整委員会委員
- 1991年（平成3年）7月1日 同再任
- 1994年（平成6年）7月6日 同依願退任
- 1994年（平成6年）7月 軍恩連盟全国連合会副会長
- 1995年（平成7年）7月 第17回参議院議員通常選挙（比例代表）に自由民主党から立候補し当選
- 1995年（平成7年）9月 軍恩連盟全国連合会会長
- 2000年（平成12年）7月4日 総務政務次官
- 2002年（平成14年）11月3日 勲二等旭日重光章受章[2]